# 肥後大津駅
肥後大津駅（ひごおおづえき）は、熊本県菊池郡大津町大字室にある、九州旅客鉄道（JR九州）豊肥本線の駅である。阿蘇くまもと空港駅の愛称がある。

## 歴史
- 1914年（大正3年）6月21日：鉄道院（後に日本国有鉄道）宮地軽便線の終着駅として開業[2][3]。
- 1916年（大正5年）11月11日：当駅 - 立野間が延伸開業[2]、途中駅となる。
- 1922年（大正11年）9月2日：路線名の改称に伴い、宮地線の駅となる[2]。
- 1928年（昭和3年）12月2日：路線名の改称に伴い、豊肥本線の駅となる[2]。
- 1984年（昭和59年）2月1日：荷物扱い廃止[3]。
- 1987年（昭和62年）4月1日：国鉄分割民営化に伴い、九州旅客鉄道（JR九州）の駅となる[2][3]。
- 1997年（平成9年）3月14日：駅舎を改装し[4]、ホームをかさ上げ[5]。
- 1999年（平成11年）10月1日：当駅 - 熊本間が電化[2]。
- 2011年（平成23年）3月12日：特急「有明」の豊肥本線乗入廃止により、当駅を発着する特急がなくなる。また同日に当駅発着の快速列車が新設される。
- 2011年（平成23年）10月1日：駅南口が開設。
- 2012年（平成24年）12月1日：ICカード「SUGOCA」の利用が可能となる[6]。なお、当駅以東（阿蘇方面）は竹中駅まで非対応である。
- 2016年（平成28年）
  - 4月14日：熊本地震の前震の影響による宮地 - 熊本間での運転見合わせに伴い、営業休止。
  - 4月19日：当駅 - 熊本間で運転を再開。
- 2017年（平成29年）3月4日：愛称「阿蘇くまもと空港駅」が付けられる[7]。
- 2020年（令和2年）8月8日：当駅 - 阿蘇間が運転を再開[8][9]。
- 2023年（令和5年）
  - 7月15日：南阿蘇鉄道高森線の全線運転再開に伴い、南阿蘇鉄道の列車が当駅への直通運行開始[10]。
  - 10月1日：JR九州サービスサポートによる業務委託駅から[11]九州旅客鉄道本体による直営駅へと変更される[12]。

## 駅構造
単式ホーム1面1線と島式ホーム1面2線、合計2面3線のホームを持つ地上駅で、2本の列車が夜間滞泊する。互いのホームは構内踏切で連絡している。木造駅舎を有する。
北口と南口があり、北口はJR九州本体による直営、南口は大津町シルバー人材センターが駅業務を受託する業務委託駅である。
2012年（平成24年）12月1日よりSUGOCAが利用可能となったが、当駅に自動改札機の設置は行われず、ICの読取機のみ設置している。大分方面へは中判田駅まで通常利用（途中駅の入出場）が出来ないが、運賃は最短経路で計算されるため、途中下車せず通過することは可能。みどりの窓口は北口に設置されている。北口・南口相互間は南側のビジターセンターの開館時間内（6:00 - 22:00）に駅係員へ申告し、通行券を授受することで通行可能となっている。
熊本駅からの電化は当駅までで、普通列車の多くが熊本方面と阿蘇方面へ向けて当駅で折り返すほか、南阿蘇鉄道高森線からの直通列車は当駅までの乗り入れである。
九州新幹線の全通前は特急「有明」が当駅まで1日1往復乗入れていた。

### のりば
| のりば  | 路線      | 方向 | 行先             | 備考                                                               |
| ------- | --------- | ---- | ---------------- | ------------------------------------------------------------------ |
| 1・2・3 | ■豊肥本線 | 上り | 水前寺・熊本方面 | 当駅終始発の南阿蘇鉄道高森線（高森行き） 直通列車は2番のりばを使用 |
| 1・2・3 | ■豊肥本線 | 下り | 阿蘇・大分方面   | 当駅終始発の南阿蘇鉄道高森線（高森行き） 直通列車は2番のりばを使用 |

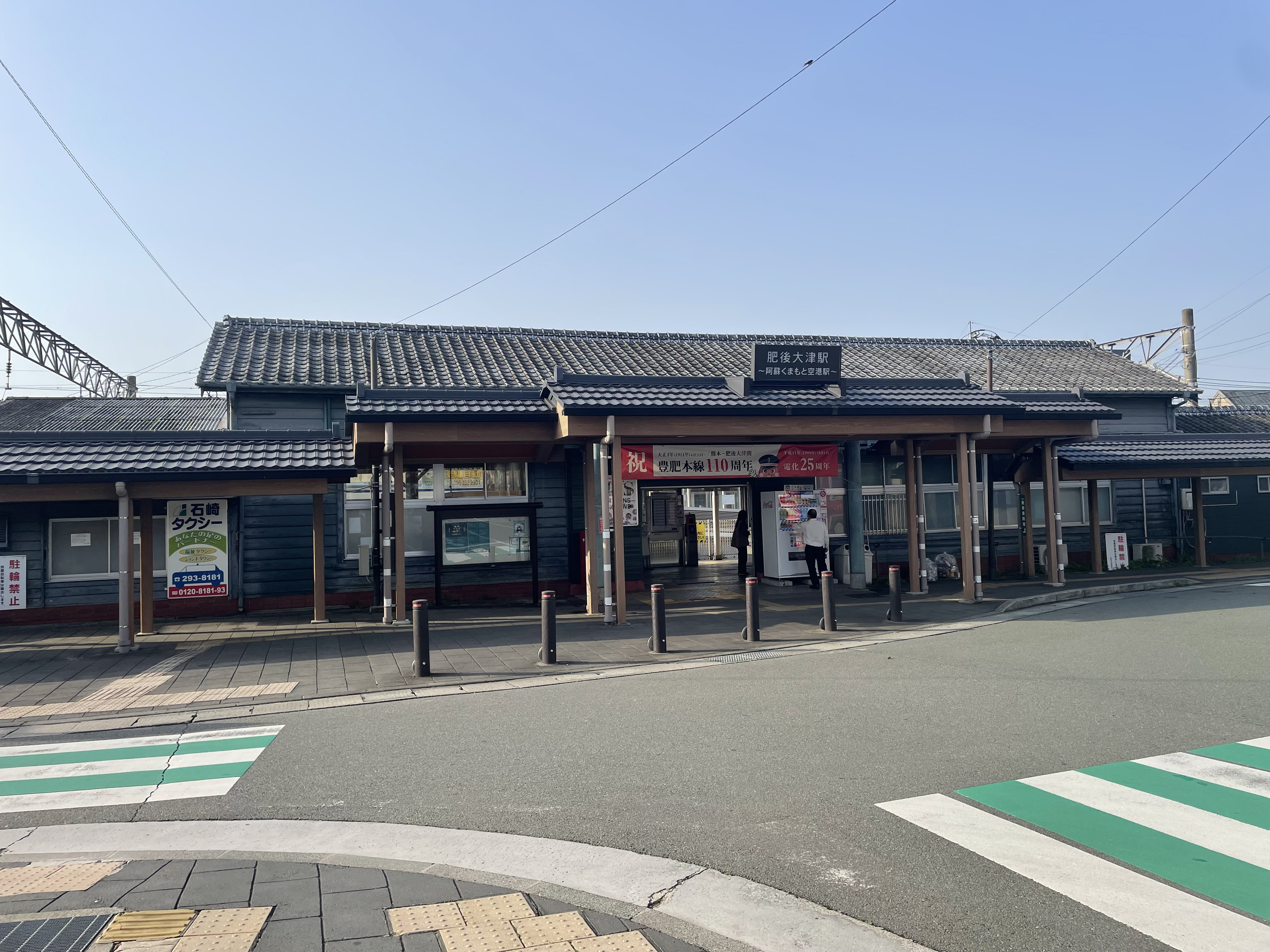
北口
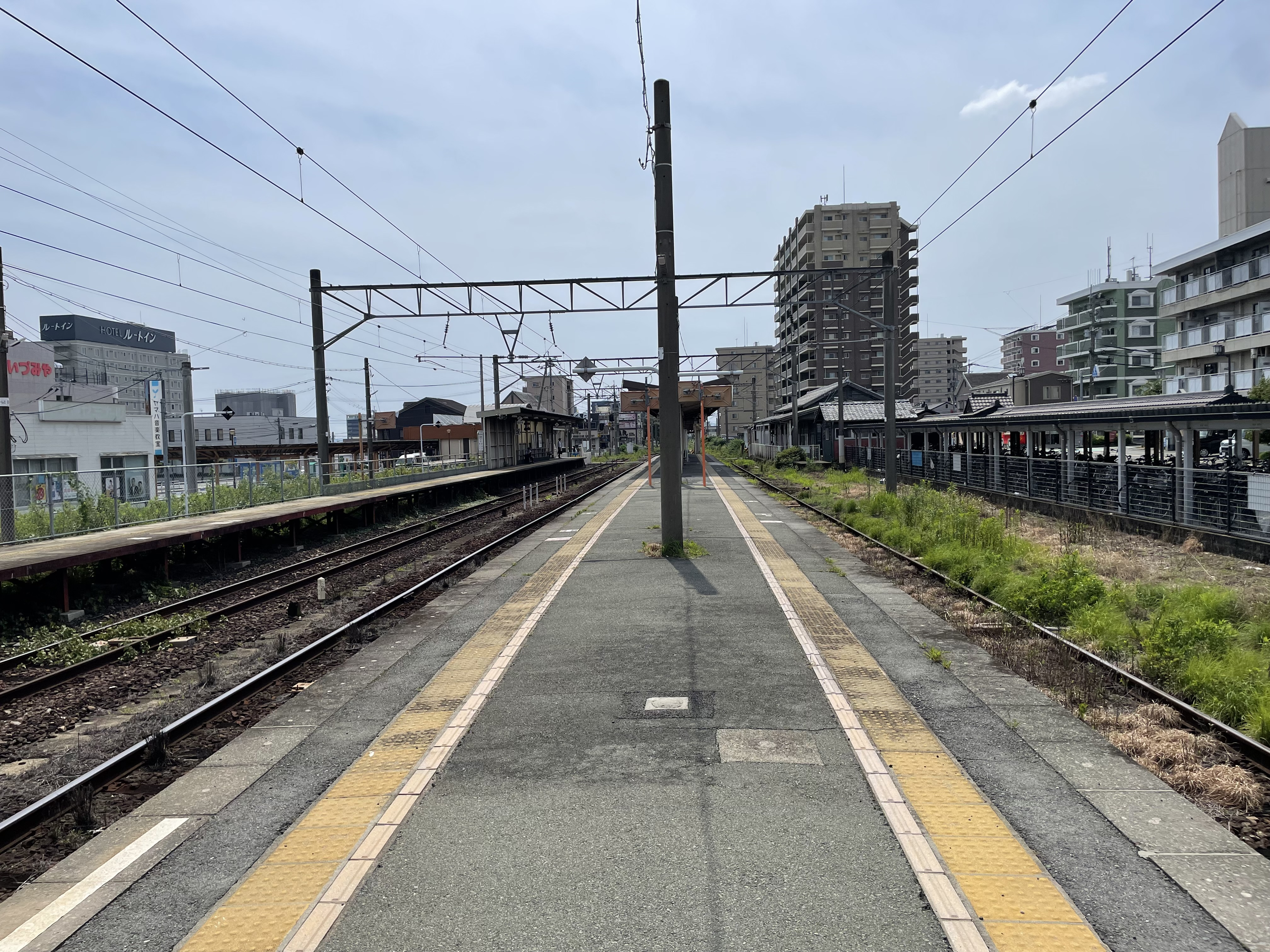
ホーム
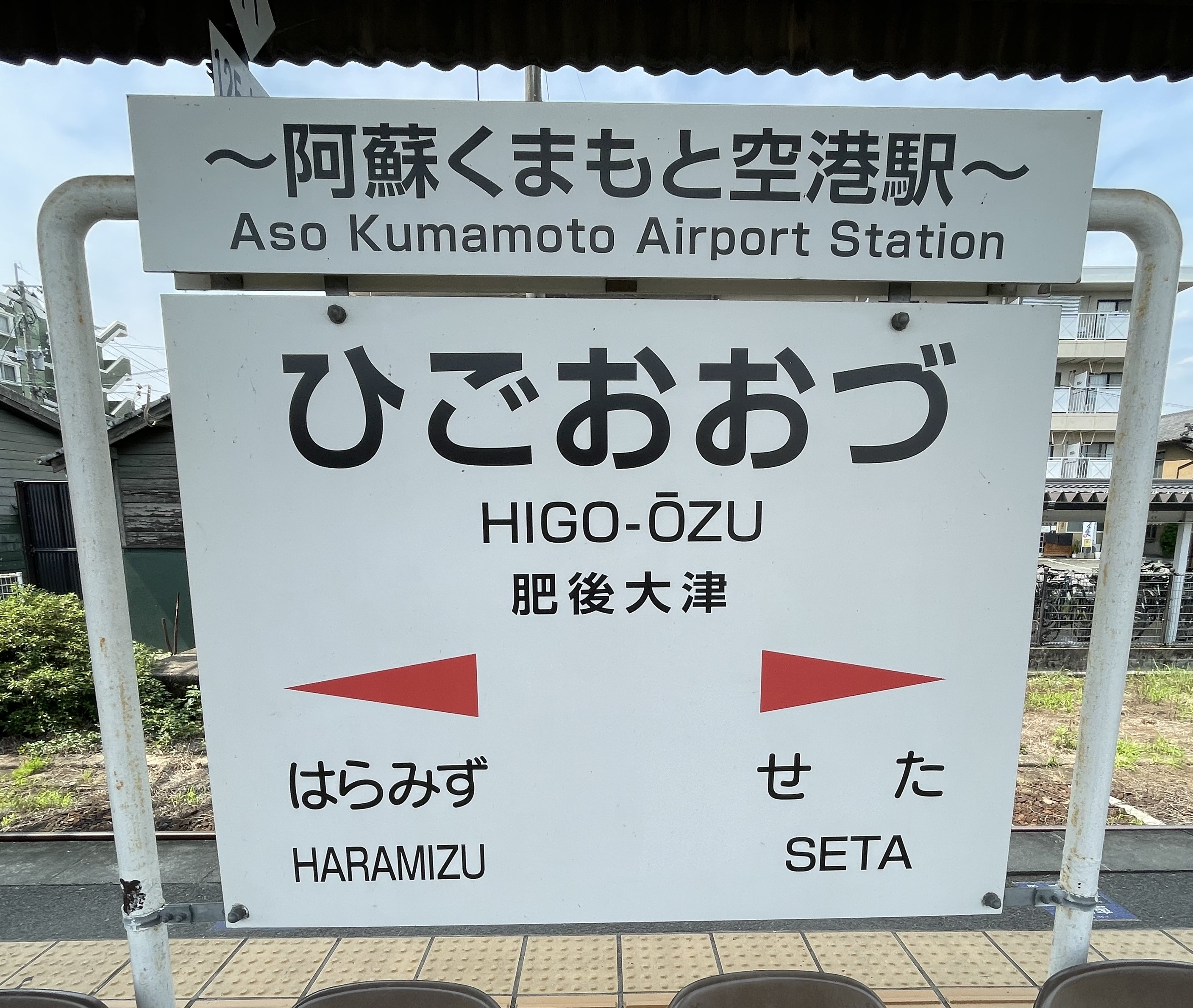
駅名標

## 利用状況
2023年（令和5年）度の1日平均乗車人員は2,978人であり、JR九州の駅としては第61位である。
1日平均乗車人員及び乗降人員の推移は下記の通り。 
| 乗降人員推移 | 乗降人員推移 |
| 年度         | 1日平均人数  |
| ------------ | ------------ |
| 2000         | 3,760        |
| 2001         | 3,844        |
| 2002         | 3,884        |
| 2003         | 3,746        |
| 2004         | 3,701        |
| 2005         | 3,730        |
| 2006         | 3,812        |
| 2007         | 3,800        |
| 2008         | 3,847        |
| 2009         | 3,860        |
| 2010         | 3,862        |

2016年からの1日平均乗車人員の推移は下記の通り。
| 年度 | 1日平均 乗車人員 | 増加率 |
| ---- | ---------------- | ------ |
| 2016 | 2,548            |        |
| 2017 | 2,555            | 0.3%   |
| 2018 | 2,603            | 1.9%   |
| 2019 | 2,663            | 2.3%   |
| 2020 | 2,049            | -23.1% |
| 2021 | 2,170            | 5.9%   |
| 2022 | 2,410            | 11.1%  |
| 2023 | 2,978            | 23.6%  |

## 駅周辺
駅北側は官公庁等がある大津町の中心市街地、南側は田畑と住宅が混在している。
北口
- 熊本県道172号大津停車場線
- 熊本県道30号大津植木線
- 大津町役場
- 大津郵便局
- 室郵便局
- 肥後銀行大津支店
- 九州電力大津営業所・九州電力送配電大津配電事業所
- 熊本県立大津支援学校
- 熊本県立翔陽高等学校
- 本田技研工業熊本製作所
- セミコンテクノパーク（ソニーセミコンダクタ九州熊本工場、JASM（TSMCの新工場）、熊本県立技術短期大学校ほか）

南口
- 国道57号・大津バイパス
- 熊本空港
- イオン大津ショッピングプラザ
- ホテルルートイン阿蘇くまもと空港駅前
- カンデオホテルズ大津熊本空港
- HIヒロセスーパーコンボ大津店
- 大津町立大津中学校
- 熊本県立大津高等学校
- 大津警察署
- 大津中央公園（公園内にONE PIECE 熊本復興プロジェクトにて登場キャラ「ロロノア・ゾロ」の銅像が置かれている）

## バス路線
最寄りの主なバス停留所は北口に近接する「肥後大津駅」バス停、熊本・桜町バスターミナル便が利用できる旧57号線の「大津駅前」及び南口ロータリーに位置する「大津駅南口」バス停である。下記の路線バスが運行されている（以下、特記なき限り産交バスの運行）。
| 停留所名 | 行先 | 備考                                                         |
| 肥後大津駅北側 | 肥後大津駅北側                                                                                             | 肥後大津駅北側                                               |
| --- | --- | ------------------------------------------------------------ |
| 肥後大津駅 | 翔陽高校前・菊池プラザ・水辺プラザ・山鹿温泉（山鹿バスセンター）                                           |                                                              |
| 肥後大津駅 | 大津高校前 / 美咲野団地・矢護川支所前・旭志中学校前・菊池産交                                              |                                                              |
| 肥後大津駅 | 本田技研工業 （本田技研工業 東）                                                                           | 当該路線は本田技研工業熊本製作所構内（西 - 南 - 東）を運行。 |
| 大津駅前 | E3-5：三里木・熊本大学前・桜町バスターミナル / 吹田団地 / 大津産交                                         |                                                              |
| 大津駅前 | 熊本セントラル病院・大津駅南口・大津町役場 / 吹田団地（大津町営住宅前経由） / 吹田団地（美咲野小学校経由） |                                                              |
| 肥後大津駅南側 | |                                                              |
| 大津駅南口 | |                                                              |
| 大津町役場 / 熊本セントラル病院・大津駅前・吹田団地（大津町営住宅前経由） / 吹田団地（美咲野小学校経由）                          | |                                                              |
| 特急バス「やまびこ号」：熊本県庁前・桜町バスターミナル・熊本駅前 / 阿蘇駅前・大分市内（金池ターミナル）                           | 産交バスと大分バスの共同運行。                                                                             |                                                              |
| 定期観光バス「九州横断バス」：熊本県庁前・桜町バスターミナル・熊本駅前 / 阿蘇駅前・黒川温泉・由布院駅前バスセンター・別府駅前本町 | |                                                              |
| 空港シャトルバス「空港ライナー」：阿蘇くまもと空港（熊本空港）                                                                    | 大阿蘇大津タクシーがワゴン型車両で運行（熊本県から運行委託）、運賃は無料。                                 |                                                              |

## その他
熊本空港に比較的近い位置にあるため、熊本県の事業として無料連絡バス「空港ライナー」が運行されている。また、当駅から分岐して新線を敷設し熊本空港へ乗入れようとする計画がある。詳細については熊本空港の空港アクセス鉄道計画を参照のこと。

## 隣の駅
九州旅客鉄道（JR九州）
■豊肥本線
- 特急「九州横断特急」「あそぼーい!」停車駅

■普通（南阿蘇鉄道高森線直通列車は当駅発着）
瀬田駅 - 肥後大津駅 - 原水駅